# Birger Brunila

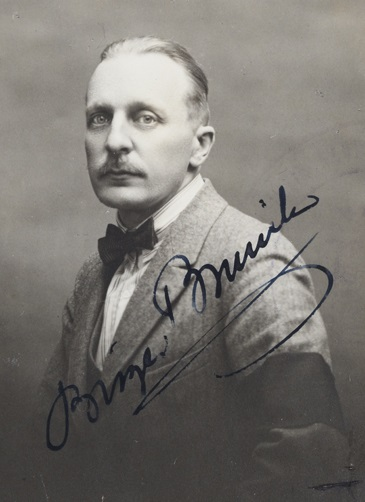
Birger Brunila

Birger August Konstantin Brunila, född 4 oktober 1882 i Kotka, död 20 januari 1979 i Helsingfors, var en finländsk arkitekt. Han var far till Kai Brunila.
Brunila, som var son till konsul Daniel Brunila och Ida Husgafvel, blev student 1899 och utexaminerades som arkitekt 1905. Han var praktiserande arkitekt från 1906, biträdande stadsplanearkitekt i Helsingfors 1912–1916 och stadsplanearkitekt där 1917–1948, en post på vilken han fick avgörande betydelse för huvudstadens stadsplan. Han var även sakkunnig för byggnadsärenden i Helsingfors stads magistrat 1932–1939.
Brunila utförde ritningar till villor och fabriker, stadsplaner och regleringsförslag för Hangö, Ekenäs, Kexholm, Kotka, Gamlakarleby, Lovisa, Brahestad, Tammerfors, Tavastehus, Lojo, Enso, Kervo, Äänekoski, Karis, Drumsö, Ingerois och Pölläkkälä. 
Brunila var assistent vid Polytekniska institutets och Tekniska högskolans arkitektavdelning 1907–1912 och vikarierande professor i arkitektur under fyra terminer. Han var redaktör för tidskriften Arkitekten 1912–1916 och dess biträdande redaktör 1921–1929. Han var ordförande i Arkitektgillet 1933–1935 och 1957–1958. Han invaldes som ledamot av Svenska tekniska vetenskapsakademien i Finland 1944. Han var sakkunnig vid besättning av professuren i stadsplanelära vid Tekniska högskolan 1940 och fungerade som prisdomare i ett 20-tal arkitekt- och stadsplanetävlingar. 
Brunila skrev Stadsplanefrågor i Stor-Helsingfors (1945), memoarverket Arkitekter och annat folk (1966) och medverkade i Helsingfors stads historia (IV och V). Han skrev även talrika artiklar om stadsplanering och arkitektur.

## Utmärkelser
- Riddartecknet av I klass av Finlands Vita Ros’ orden[1]
- Riddare av 1. klass av Vasaorden[1]
- Riddare av första klass av Sankt Olavs orden[1]
- Riddare av första klass av Dannebrogorden[1]

[Redigera Wikidata]